# Agar e Ismael en el desierto
Agar e Ismael en el desierto es un óleo pintado por el pintor rococó italiano Giovanni Battista Tiepolo. Está datado hacia 1732 y mide 140 centímetros de alto por 120 cm de ancho. Se conserva en la Scuola di San Rocco de Venecia, Italia.
Trata aquí Tiepolo un tema del Antiguo Testamento. Según el libro del Génesis, aunque Dios le prometió a Abraham ser el padre de naciones, Sara era estéril. Para ayudar a su marido a cumplir su destino, ella le ofreció a su esclava Agar como concubina. Agar se quedó embarazada de forma inmediata y comenzó a despreciar a su señora. Sara amargamente se quejó a su esposo, y éste le dijo que hiciera con su criada lo que quisiera. El duro trato que Sara le dio a Agar la forzó a huir al desierto con su hijo Ismael, donde encontró a un ángel que le anunció que sus hijos serían numerosos y le urgió a que regresara con su señora.
Después de este episodio, Sara concibe a Isaac, y tras nacer éste, según se relata en el  Capítulo 21:8 y ss del Génesis, Agar y su hijo Ismael fueron echados de la casa de Abraham. Agar e Ismael vagaron por el desierto de Beerseba, donde se quedaron sin agua. Al llorar el niño, se apareció un ángel que 

llamó a Agar desde el cielo, y le dijo: ¿Qué tienes, Agar? No temas; porque Dios ha oído la voz del muchacho en donde está. 21:18 Levántate, alza al muchacho, y sostenlo con tu mano, porque yo haré de él una gran nación. 21:19 Entonces Dios le abrió los ojos, y vio una fuente de agua; y fue y llenó el odre de agua, y dio de beber al muchacho. 21:20 Y Dios estaba con el muchacho; y creció, y habitó en el desierto, y fue tirador de arco. 21:21 Y habitó en el desierto de Parán; y su madre le tomó mujer de la tierra de Egipto.

El tema había sido tratado anteriormente por Claudio Lorena, enfatizando el paisaje desértico.
En el cuadro de Tiepolo toda la tensión se centra en los personajes y sus miradas. Aparece Agar, sosteniendo a su hijo Ismael, deshidratado, y mirando suplicante al ángel que se les aparece. El ángel se compadece del niño y les señala el camino de la fuente. 
Toda la indigencia y desamparo de la pintura se manifiestan a través de expresión dolorida y suplicante de la madre, que tiene un gesto de sufrimiento y una postura que recuerda a las de una Virgen en una Pietà.